# ان‌جی‌سی ۱۷۶
ان‌جی‌سی ۱۷۶ (انگلیسی: NGC 176) یک خوشه باز در فاصله حدود ۳.۵ میلیون سال نوری از زمین در صورت فلکی توکان و در درون ابر ماژلانی کوچک واقع شده است. این خوشه در ۱۲ اوت ۱۸۳۴ توسط جان هرشل کشف شد.